# Potez 28
Le Potez 28  est un biplan monomoteur français conçu en 1925.

## Historique
Le Potez 28 est une initiative de la société des Aéroplanes Henry Potez et dérive du Potez 25. Il consiste en une version agrandie de ce dernier, pour le bombardement et la reconnaissance lointaine. Cet avion ne répond à aucun programme défini par l'Aéronautique militaire. Il entre en concurrence avec le Breguet 19 et la version B2 du Potez 25. Aucune production en série n'a lieu.
Deux exemplaires de raid sont construits pour concurrencer les Breguet 19 Grand raid, Bidon et Super Bidon.
Le Potez 28-2 est chargé de remporter la Coupe Renault. Ce concours de record de distance en ligne droite est doté par le sous-secrétariat d'État à l'aviation. Le départ a lieu le 26 juin 1926 au Bourget, à destination de Bassorah. L'avion se pose à Shaibah (en), à la suite d'une rupture de canalisation et par manque de carburant, après un parcours de 4305 km. Le retour est effectué le jour suivant et la coupe remportée.
La société Potez prête l'appareil en octobre 1927 à deux aviateurs américains, Ruth Elder et George Haldeman , pour une tournée des terrains d'aviation en France.
Le second Potez 28 est équipé d'un Farman 18We de 500 ch. Il est transformé en 1927 en monoplan doté d'une  verrière intégrale et désigné sous l'appellation de Potez 28M (Monoplan). L'avion est testé en mai 1927 et remporte six records, ceux de distance, de durée et de vitesse sur 1 000 km (à 500 kg de charge) et ceux de durée et de vitesse sur 500, 1 000 et 2 000 km (avec 1 000 kg de charge à 176, 172 et 168 km/h).
Une tentative de record en ligne droite est effectuée d'Étampes vers la Sibérie. L'irrégularité de la piste et le poids de l'appareil provoquent l'éclatement des pneus et un cheval de bois. Les pilotes s'en tirent sans dommage grave malgré les risques d'incendie.
On ne trouve ensuite plus de trace de ces deux avions.

## Utilisateurs
- France :
  - Potez : deux prototypes

## Les records établis avec un Potez 28
- Le 27 juin 1926, les frères Arrachart établissent le record international de distance de vol, en ligne droite et sans ravitaillement avec un biplan biplace Potez 28 à moteur Renault de 500 chevaux, soit 4 305 kilomètres[3].